# Dušan Hanák
Pour les articles homonymes, voir Hanak (homonymie).
Dušan Hanák (né le 24 avril 1938 à Bratislava) est un réalisateur tchécoslovaque, puis slovaque.

## Biographie
Il fait ses études à la FAMU de Prague et devient le chef de file de la nouvelle vague slovaque avec, en 1969, la sortie de ses deux premiers longs-métrages, 322 et Images du vieux mondes. 
Sujet à des difficultés avec la censure, son film J'aime, tu aimes (1980) est primé à Berlin huit ans après sa sortie. Si La Joie silencieuse, en 1985, et Vies privées en 1990 ont un important succès dans les festivals internationaux, ils restent confidentiels en Slovaquie. Hanák renoue avec le succès avec une série dramatique pour la télévision, Doktor Jorge et fait l'événement en 1996 avec son projet unique à la frontière du documentaire historique et de la fiction Têtes de papier, qui raconte les quatre décennies d'après-guerre en Tchécoslovaquie par des témoignages et des archives et qui, pour la première fois depuis la chute du communisme s'avère un regard véridique sur le passé totalitaire de la Slovaquie. 
En 2006, il reçoit des prix au festival cinématographique de Bergame pour l'ensemble de sa carrière ainsi que le prix de la caméra d'or au festival Art Film Trenčianske Teplice. En 2007, il est récompensé du globe de cristal au festival de Karlovy Vary.

## Filmographie partielle
- 1969 : 322
- 1972 : Images du vieux monde (Obrazy starého sveta) (primé au festival du film documentaire de Châteauroux, disponible en DVD avec des sous-titres français)
- 1977 : Rêves en rose, (Ružové sny)
- 1986 : La Joie silencieuse (Tichá radost)
- 1989 : J'aime, tu aimes (Ja milujem, ty milujes)
- 1991 : Vies privées (Súkromné zivoty)
- 1995 : Têtes de papier (Papierove hlavy) (documentaire)

## Récompenses et distinctions
- Berlinale 1989 : Ours d'argent du meilleur réalisateur pour J'aime, tu aimes (Ja milujem, ty milujes)